# Cauroy-lès-Hermonville
Cauroy-lès-Hermonville é uma comuna francesa na região administrativa do Grande Leste, no departamento de Marne. Estende-se por uma área de 10.27 km², e possui 479 habitantes, segundo o censo de 2018, com uma densidade de 47 hab/km².